# Стрельба в Братиславе (2022)

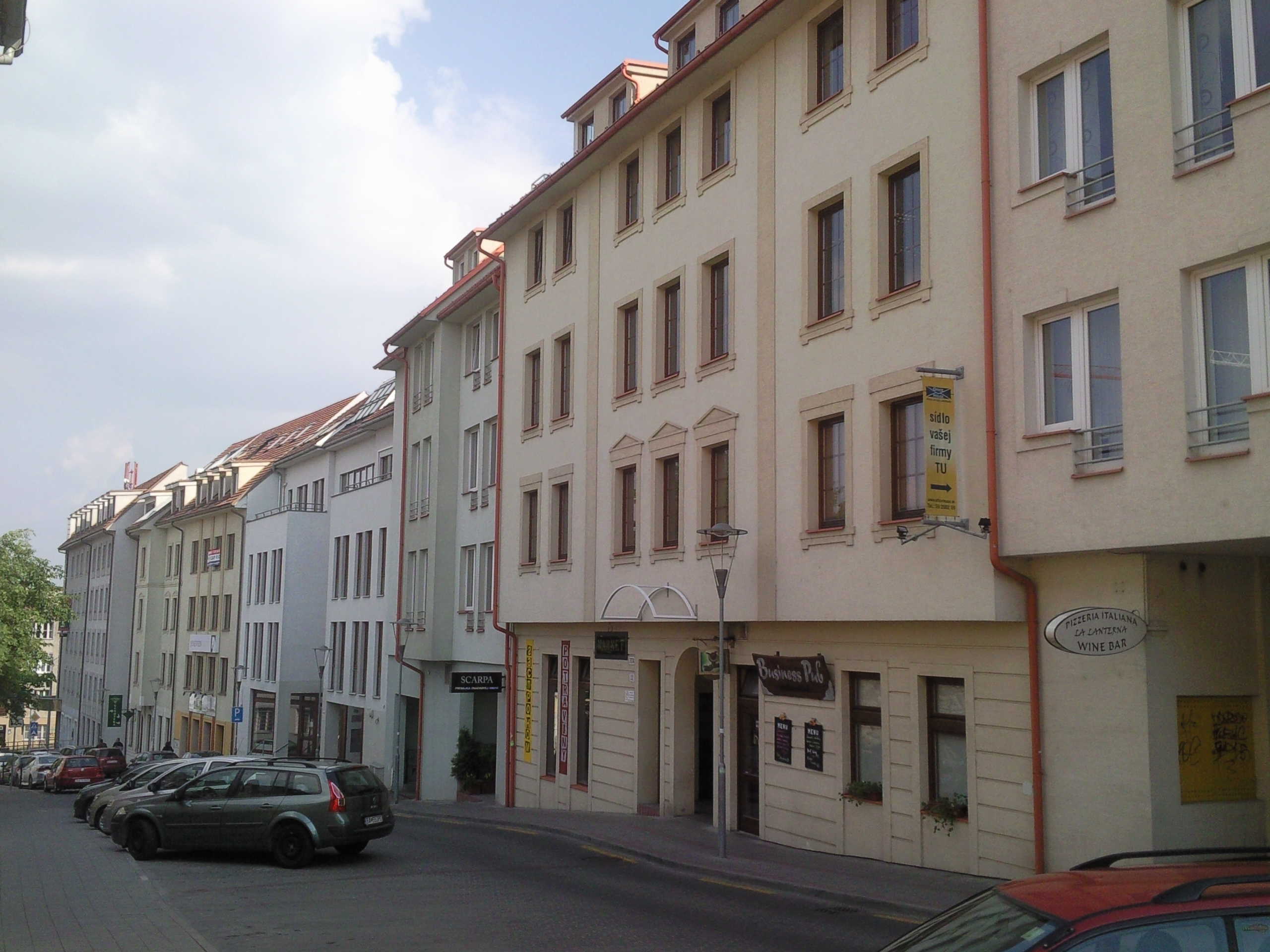
Здание, в котором находится бар «Tepláren». Перед стрельбой киллер спрятался в нише справа на снимке.

12 октября 2022 года два человека были убиты (также погиб сам преступник) и третий человек был ранен в результате стрельбы у главного входа в гей-бар «Tepláren» в Братиславе, Словакия, являющийся известным местом, часто посещаемым местным ЛГБТ-сообществом. В результате стрельбы погибли двое: Юрай Ванкулич, небинарная личность, и Матуш Хорват, бисексуальный мужчина. Преступник был найден мёртвым (он выстрелил сам в себя) на следующее утро после нападения.
Стрельбу признали преступлением на почве ненависти к ЛГБТ. Следствие квалифицировало стрельбу как теракт и установило, что среди основных целей были высокопоставленные политики.

## Стрельба
Согласно записям камер наблюдения, нападавший, одетый во всё чёрное, в чёрной кепке и чёрной маске, прибыл на место преступления примерно в 18:35 по центральноевропейскому времени. Затем он примерно на полчаса спрятался в нише по соседству с баром «Tepláren». В 19:11 стрелок произвёл восемь выстрелов, убив двоих и ранив одного человека. Через минуту на линию экстренной помощи 112 поступило первое сообщение.
Первые сотрудники прибыли на место в 19:16. Службы экстренного реагирования сообщили о гибели двух человек, а третий пострадавший был доставлен в больницу в стабильном состоянии. Полиция перекрыла все близлежащие улицы и начала поиски убийцы с помощью полицейского вертолёта. В 19:48 полиция сообщила о стрельбе в социальных сетях и предупредила общественность сохранять бдительность, поскольку убийца остаётся на свободе. В период между 20:00 и 22:00 стрелок возвратился домой и провёл некоторое время там, сообщив о своём поступке родителям, прежде чем снова уйти. Его родители не сообщили словацким властям об этом.
К 22:30 с помощью Словацкой информационной службы полиция опознала преступника как Юрая Крайчика. В 22:57 Крайчик написал отцу, что они «увидятся на другой стороне». 13 октября 2022 года в 5:15 в полицию поступило местоположение телефона стрелка, предоставленное оператором. Около 7 утра нападавший был найден мёртвым от огнестрельного ранения, нанесённого самому себе, в братиславском парке.

## Расследование
Полиция изначально не установила мотив стрельбы. 14 октября полиция подтвердила, что дело расследуется как преступление на почве ненависти с возможностью переклассификации преступления в террористический акт.
14 октября полиция заявила, что не располагает никакой информацией о симпатиях нападавшего к экстремистским идеологиям до убийства. В полиции отказались подтвердить или опровергнуть наличие у нападавшего иностранных сообщников, но подтвердили, что в расследовании преступления примут участие Интерпол и ФБР.
В полиции подтвердили информацию о том, что нападавший вернулся в свой дом после стрельбы. Он подрался со своими родителями, которые, как сообщается, знали о нападении, но не сообщили об этом в полицию. Злоумышленник заменил орудие убийства на другое, которое впоследствии использовал для самоубийства. Орудие убийства было обнаружено в доме рядом с предсмертной запиской. Родители оказались под следствием за то, что не сообщили в полицию о подозрительном поведении сына.
Расследование было закрыто в декабре 2023 года, и подтвердило, что виновником преступления был Юрай Крайчик. По словам специального прокурора Даниэля Липшица, Крайчик первоначально нацелился на премьер-министра Эдуарда Хегера и ждал перед его домом, но сменил цель на гей-бар «Tepláren», когда понял, что не сможет приблизиться к политику. Крайчик позвонил на линию по предотвращению самоубийств за два дня до преступления, сказав, что он «очень боится, но должен умереть». Далее было подтверждено, что родители Крайчика знали о действиях своего сына и его планах покончить жизнь самоубийством, но не предприняли никаких действий, чтобы воспрепятствовать этим планам или сообщить властям.

## Преступник
Преступником оказался 19-летний Юрай Крайчик. За день до нападения аккаунт в Твиттере NTMA0315, принадлежащий Крайчику, опубликовал заявления, в том числе «Я принял решение», «Это будет сделано» и «Раса прежде всего. Всегда». Он также разместил ссылки на оригинальный манифест, содержащий крайне правые, антисемитские, гомофобные и трансфобные взгляды. Помимо Твиттера, убийца разместил свои фотографии и на 4chan. Его аккаунт в Твиттере был заблокирован к моменту обнаружения тела преступника.
В аккаунте Твиттера также было несколько его селфи, в том числе одно, сделанное в августе 2022 года перед «Tepláren», и ещё одно перед домом премьер-министра Эдуарда Хегера, которого он также упомянул в качестве первоочередной цели в своём манифесте. Помимо Хегера, в манифесте в качестве целей упоминались и другие политики, в том числе бывший министр образования Бронислав Грюлинг, а также лидер оппозиции и бывший премьер-министр Роберт Фицо.
Отец преступника ранее баллотировался на парламентских выборах в Словакии 2020 года в качестве кандидата от националистической правой партии Власть. По словам Матея Медвецкого, эксперта по борьбе с экстремизмом, убийца также активно участвовал в сообществе Terrorgram и был приверженцем идеологии акселерационизма, поддерживаемой такими террористическими группировками, как Atomwaffen Division.

### Манифест
Всего за несколько часов до нападения в Твиттере были размещены ссылки на 65-страничный манифест. В документе автор не называет своего имени, заявляя, что оно не имеет значения и «всё равно будет известно позже», но называет себя человеком словацкого происхождения, родившимся 28 июля 2003 года, который решил «осуществить операцию» против «врагов белой расы».
Манифест обвиняет евреев и ЛГБТ в «причинении вреда белым людям» и прославляет крайне правых убийц, в том числе Андерса Брейвика, Брентона Тарранта и Джона Ирнеста. В манифесте ненависть автора к исламу упоминается как его первая политически некорректная позиция. В тексте также объясняется, что пандемия COVID-19 и меры по вакцинации являются «еврейским заговором с целью приучить белую расу к послушанию» и отрицается Холокост. Он также прославляет, в частности, 22-летнего словака, известного в Telegram как Slovakbro, арестованного полицией в мае 2022 года за пропаганду правого экстремизма и призывы к свержению демократической системы в Словакии посредством диверсий и терроризма.
Группа Telegram, известная как Terrorgram, была упомянута в его манифесте, и ей приписывают «Строительство будущего Белой революции».

### Суицид
Юрай Крайчик застрелился рано утром 13 октября в местном парке

## Последствия
13 октября 2022 года президент Зузана Чапутова приехала в «Tepláren» почтить память жертв. Она выступила с короткой речью для СМИ. Затем последовал импровизированный марш к площади Словацкого национального восстания, на котором присутствовали сотни участников. В тот же день в Кошице прошёл ещё один марш, в котором приняли участие несколько сотен человек.
14 октября 2022 года в Братиславе состоялось пикетирование под названием «Марш против ненависти», организованное местной группой по защите интересов ЛГБТ «Iniciatíva Inakost». Участники прошли маршем от клуба «Tepláreň» до площади Словацкого национального восстания, где владелец «Tepláreň», президент Зузана Чапутова, мэр Братиславы Матуш Валло и губернатор Братиславского края Юрай Дроба, а также другие словацкие политики и знаменитости выступили с речами, почтив память жертв, осудив преступление и выразив поддержку ЛГБТ-сообществу. Премьер-министр Эдуард Хегер присутствовал на марше, но речи не произнёс. По оценкам, в мероприятии приняли участие от 15 000 до 20 000 человек.
16 октября 2022 года перед зданием Словацкого национального совета прошла акция протеста в ответ на нападение.
В Terrorgram, который Крайчик назвал источником вдохновения для стрельбы, Даллас Хамбер назвал его «Святой Юрай Крайчик, шестой ученик Тарранта и первый святой Террорграмм», что является одним из примеров освящения, совершённого в группе.

## Реакция

### В Словакии

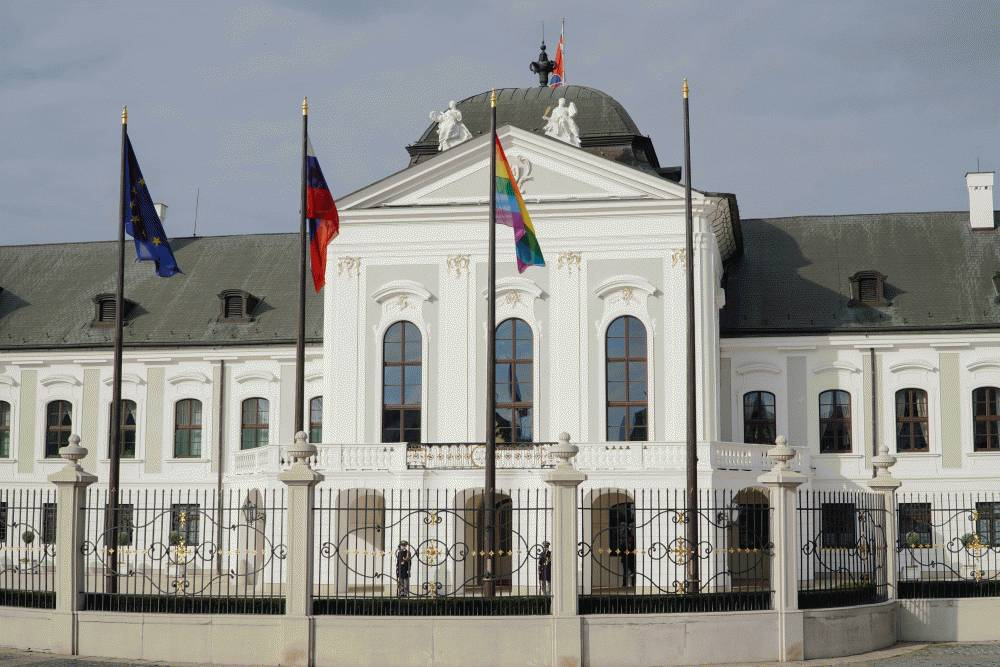
Радужный флаг поднят над дворцом Грашалковичей в знак солидарности с ЛГБТ-сообществом

Нападение осудили многие политические представители, в том числе мэр Братиславы Матуш Валло и глава района Старый город Зузана Ауфрихтова. Президент Зузана Чапутова указала на вероятный ненавистнический мотив этого поступка и заявила, что эта ненависть к меньшинствам долгое время подогревалась «глупыми и безответственными заявлениями политиков», которых она призвала прекратить ненавистническую риторику, «прежде, чем будет потеряно больше жизней». Радужный флаг был поднят в знак солидарности с ЛГБТ-сообществом над дворцом Грашалковичей.
Премьер-министр Эдуард Хегер осудил нападение и заявил: «Недопустимо, чтобы кто-либо опасался за свою жизнь из-за своего образа жизни…» Позже он извинился за такое описание сексуальной ориентации и заявил о поддержке ЛГБТ-сообщества.
Ректор Университета Коменского Марек Штевчек распространил пресс-релиз, в котором сообщил, что студент факультета искусств Матуш Хорват стал одной из двух жертв стрельбы. Ректор осудил убийство и призвал всё общество объединиться против ненависти и дискриминации. Факультет искусств установил на своём здании радужный флаг в знак солидарности с ЛГБТ-сообществом.

### Международная реакция

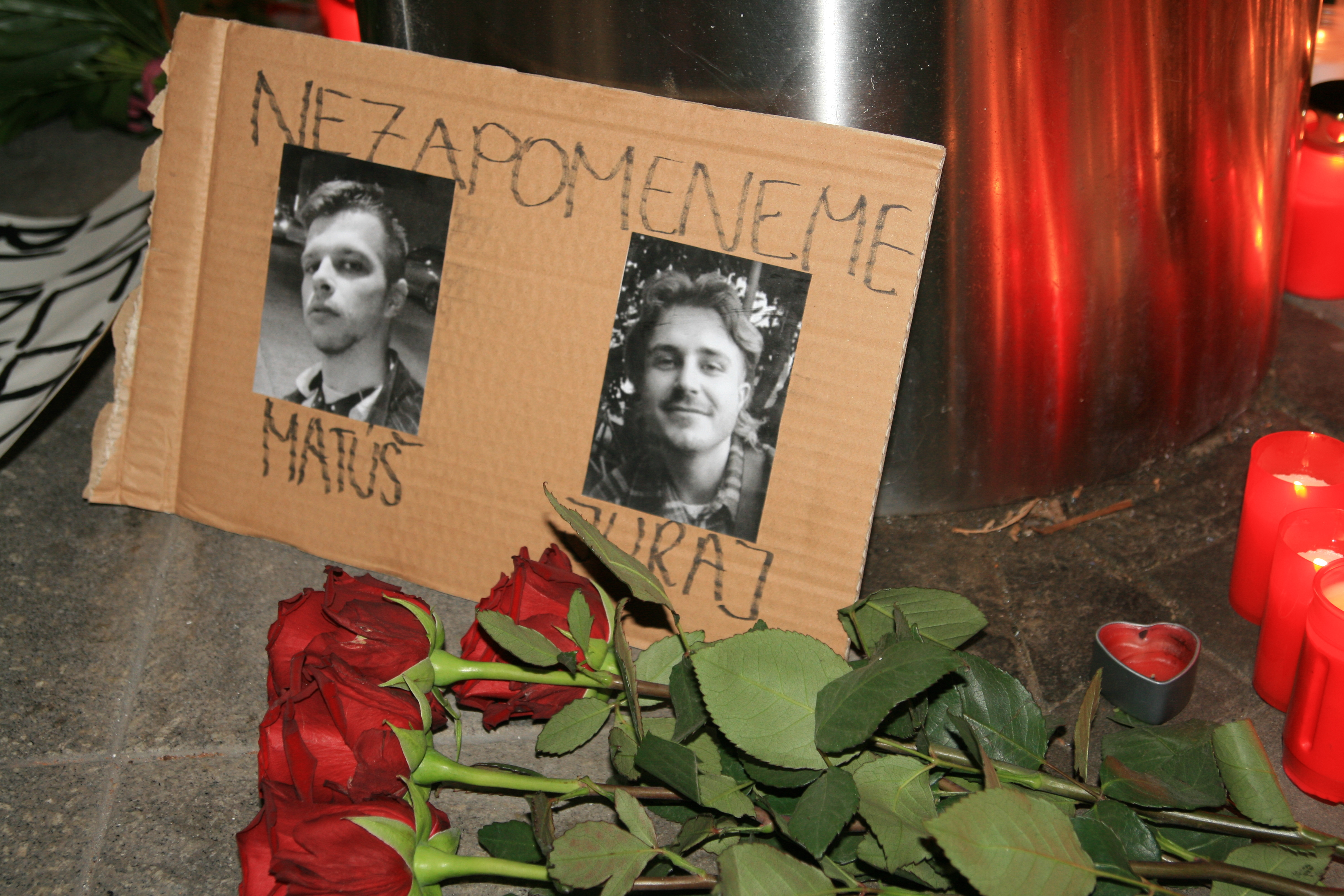
Фотографии жертв на мемориальном мероприятии в Брно 13 октября 2022 года.

Среди иностранных государственных и политических представителей соболезнование оставшимся в живых жертвам выразил премьер-министр Чехии Петр Фиала. Также министр внутренних дел Чехии Вит Ракушан добавил, что в приличном обществе нет места «неоправданной дискриминации ЛГБТ». Президент Европейской комиссии Урсула фон дер Ляйен выразила соболезнования и добавила, что «мы должны защитить ЛГБТИК-сообщество».